# Radical 19
El radical 19, representado por el carácter Han 力, es uno de los 214 radicales del diccionario de Kangxi. En mandarín estándar es llamado 力部　(lì bù «radical poder»), en japonés es llamado 力部, りょくぶ　(ryokubu), y en coreano 력 (ryeok). 
El radical 19 aparece comúnmente en el lado derecho de los caracteres (como en el carácter 助). En algunos otros casos aparece también en la parte inferior (por ejemplo el carácter 努). El símbolo 力 significa «fuerza» o «poder». Este símbolo es muy similar al carácter japonés カ, del silabario katakana.

## Nombres populares
- Mandarín estándar: 力部, lì bù.
- Coreano:힘력부, him ryeok bu, «radical fuerza».
- Japonés: 力（ちから）, chikara, «fuerza».
- En occidente: radical «poder».

## Caracteres con el radical 19
| trazos | carácter                               |
| ------ | -------------------------------------- |
| + 0    | 力                                     |
| + 1    | 劜                                     |
| + 2    | 劝 办                                  |
| + 3    | 功 加 务 劢                            |
| + 4    | 劣 劤 劥 劦 劧 动 攰                   |
| + 5    | 助 努 劫 劬 劭 劮 劯 劰 励 劲 劳 労    |
| + 6    | 劵 劶 劷 劸 効 劺 劻 劼 劽 劾 势       |
| + 7    | 勀 勁 勂 勃 勄 勅 勆 勇 勈 勉 勊 勋 巭 |
| + 8    | 勌 勍 勎 勏 勐 勑                      |
| + 9    | 勒 勓 勔 動 勖 勗 勘 務 勚             |
| + 10   | 勛 勜 勝 勞                            |
| + 11   | 募 勠 勡 勢 勣 勤 勥 勦 勧             |
| + 12   | 勨 勩 勪 勫 勬 勭                      |
| + 13   | 勮 勯 勰 勱 勲                         |
| + 14   | 勳                                     |
| + 15   | 勴 勵 勶                               |
| + 17   | 勷                                     |
| + 18   | 勸                                     |

## Galería
| Estilos antiguos                                 | Estilos antiguos                  | Estilos antiguos                        | Estilos antiguos                   | Estilos antiguos                   | Estilos empleados actualmente       | Estilos empleados actualmente  | Estilos empleados actualmente    | Estilos empleados actualmente   | Estilos empleados actualmente  |
|                                                  |                                   |                                         |                                    |                                    |                                     | 力                             | 力                               |                                 |                                |
| 甲骨文 jiǎgǔwén (escritura de huesos oraculares) | 金文 jīnwén (escritura de bronce) | 简帛 jiǎnbó (escritura de bambú y seda) | 篆文 zhuànwén (escritura de sello) | 篆文 zhuànwén (escritura de sello) | 隸書 lìshū (estilo de los escribas) | 楷書 kǎishū (estilo regular)   | 楷書 kǎishū (estilo regular)     | 行書 xǐngshū (estilo corriente) | 草書 cǎoshū (estilo de hierba) |
| 甲骨文 jiǎgǔwén (escritura de huesos oraculares) | 金文 jīnwén (escritura de bronce) | 简帛 jiǎnbó (escritura de bambú y seda) | 大篆 dàzhuàn (sello grande)        | 小篆 xiǎozhuàn (sello pequeño)     | 隸書 lìshū (estilo de los escribas) | 繁體／繁体 fántǐ (tradicional) | 简体／簡體 jiǎntǐ (simplificado) | 行書 xǐngshū (estilo corriente) | 草書 cǎoshū (estilo de hierba) |